# Alfred Korzybski

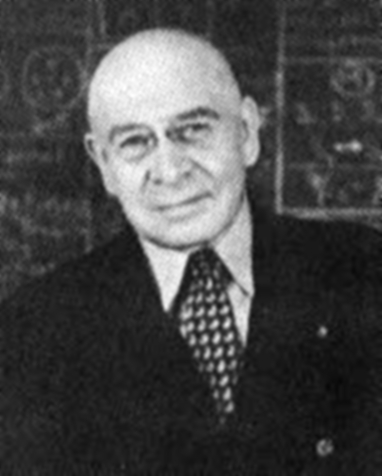
Alfred Korzybski

Alfred Habdank Skarbek Korzybski (uitspraak kozjibskie) (Warschau, 3 juli 1879 – Lakeville (Connecticut), 1 maart 1950) was een Pools-Amerikaans algemeen linguïst en grondlegger van het vakgebied van de algemene semantiek.

## Levensloop
Graaf Korzybski werd geboren in Polen als zoon uit een rijke aristocratische familie, waarin drie generaties wiskundigen, wetenschappers en ingenieurs voorkomen. Hij groeide op in de buurt van Warschau. Hij leerde Pools en Russisch op school en hij had een Duitse en een Franse gouvernante, waardoor hij als kind al vier talen sprak. Hij studeerde ingenieurswetenschap aan de Technische Universiteit Warschau. Tijdens de Eerste Wereldoorlog diende hij in 1914 in het Russische leger als verbindingsofficier. Nadat hij gewond raakte aan zijn been, ging hij in december 1915 naar Noord-Amerika, eerst naar Canada en later naar de Verenigde Staten, om de verscheping van de artillerie naar het oorlogsfront te coördineren.
Hier leerde hij Engels, de taal waarin hij zijn meeste werken zou publiceren. Zijn oorlogservaringen zetten hem aan het denken over de verschillen tussen mens en dier en de manier waarop intelligentie ons van dieren onderscheidt. In 1920 bracht hij zijn eerste boek uit, Manhood of Humanity, en in 1933 publiceerde hij zijn hoofdwerk Science and Sanity: An Introduction to Non-Aristotelian Systems and General Semantics. In 1938 richtte hij in Lakeville, Connecticut het Institute for General Semantics (IGS) op, dat zich tegenwoordig in Fort Worth, Texas bevindt. Hij doceerde in Harvard. In 1940 besloot hij zich te laten naturaliseren tot VS-burger.

## Algemene Semantiek
De hoofdverdienste van Korzybski is dat hij een filosofische richting heeft voortgebracht, die hij de Algemene Semantiek (GS) noemt. Niet te verwisselen met de semantiek waar het weinig mee van doen heeft. De hoofdprincipes ervan zijn beschreven in Science and Sanity.
Het bekendste citaat uit dit boek is De landkaart is niet het gebied. Korzybski beweert dat de mens in twee werelden leeft: de wereld van de spraak en symbolen en in de werkelijke wereld. Hij geeft aan dat het menselijk verstand alleen in staat is te reageren op de gevormde landkaart en het aanwezige gebied (in het extreme geval) volledig vergeet. Bij het zien van een voorwerp, bijvoorbeeld een stoel, hebben we niet werkelijk de stoel in ons hoofd, maar vinden er elektrische en chemische processen plaats in onze hersenen. We zijn daarom niet in staat deze werkelijkheid exact gelijk op te slaan.
De essentie van Korzybski is de claim dat mensen gelimiteerd zijn in wat zij weten, door de structuur van het zenuwstelsel en de structuur van de taal. Mensen kunnen de wereld niet direct ondervinden, maar alleen door abstracties. Volgens Korzybski wordt veel menselijk lijden veroorzaakt doordat we ons beeld van de werkelijkheid verwarren met de echte werkelijkheid.
Soms misleiden onze percepties en taal ons ten aanzien van de feiten. Ons begrip van de werkelijkheid heeft soms een andere structuur dan de werkelijkheid zelf. Korzybski benadrukte dat men zich door middel van training bewust moet worden van deze abstracties. Dit was het doel van zijn systeem, waarmee hij onder meer wilde bereiken dat we de wereld anders benaderen, bijvoorbeeld met de houding "ik weet het niet, laten we het eens bekijken". Een van de hierbij gebruikte technieken was het inwendig en uitwendig stil worden: een beleving die hij stilte op de objectieve niveaus noemde.
Naar een anekdote gaf Korzybski op een dag les aan een groep studenten die hij onderbrak om een koekje te pakken dat was gewikkeld in een wit papier. Hij vroeg aan de studenten op de eerste rij of zij er ook eentje wilden. De studenten namen ervan en Korzybski vroeg of ze het lekker vonden. Toen zij dit bevestigden, toonde hij het origineel waarop "hondenkoekjes" te lezen was. De studenten waren gechoqueerd en twee spuugden het weer uit. Korzybski richtte zich naar de klas en zei: "Hiermee heb ik aangetoond dat de smaak niet alleen wordt bepaald door de directe waarneming in de mond, maar ook door onze vertaling van de werkelijkheid."

## Invloed
Korzybski's boeken zelf hebben geen grote verspreiding gekend. Sommigen beschouwen hem zelfs meer als een charlatan dan een wetenschapper. Daarbij komt dat zijn hoofdwerk "Science and Sanity" niet erg toegankelijk is geschreven. Veel verdedigers en critici van Korzybski reduceerden daarom het complexe systeem naar eenvoudiger materie.
Wel heeft hij veel wetenschappers geprikkeld om de beschreven fenomenen nauwkeuriger en toegankelijker te formuleren. Beroemde voorbeelden zijn:
- Stuart Chase met The Tyranny of Words
- Samuel I. Hayakawa met Language in Thought and Action
- Anatol Rapoport met Operational Philosophy.
- Ray Solomonoff[3] de  uitvinder van algorithmic probability en een grondlegger van de algoritmische informatietheorie (warvan de Kolmogorov-complexiteit een onderdeel is).

Het Amerikaanse leger gebruikte zijn systeem in de Tweede Wereldoorlog om de oorlogsdepressie in Europa te behandelen onder leiding van Dr. Douglas M. Kelley, die als psychiater ook de leiding kreeg bij het Proces van Neurenberg.
Ook werd het werk van Korzybski van invloed op en onderdeel van verschillende gebieden, zoals de gestalttherapie, de rationeel-emotieve therapie (RET) van Albert Ellis, neuro-linguïstisch programmeren (NLP) onder invloed van Gregory Bateson en in de Scientology Church met het boek Dianetica van L. Ron Hubbard. Verder wetenschappers als: William A. White (psychiater), P. W. Bridgman (natuurkundige) en de onderzoeker W. Horsley Gantt (een voormalige leerling en collega van Pavlov).
De Algemene Semantiek kreeg bij een groter publiek bekendheid, als inspiratiebron van drie sciencefictionboeken van de schrijver A.E. van Vogt:  "The World of Null-A" (1948), "The Players of Null-A" (1956) en "Null-A Three" (1984). Meer schrijvers (fictie en non-fictie), filosofen en uitvinders werden door hem beïnvloed, zoals Belgisch striptekenaar/-schrijver Jan Bucquoy, Kenneth Burke, William S. Burroughs, Frank Herbert, Buckminster Fuller, Douglas Engelbart, Alvin Toffler, Robert A. Heinlein, Robert Anton Wilson, entertainer Steve Allen en songwriter Tommy Hall van de 13th Floor Elevators.